# Primera Liga de Bulgaria 2021-22
La Primera Liga de Bulgaria 2021-22 conocida como también como Liga Efbet por razones de patricinio fue la 98.ª edición de la Primera Liga de Bulgaria la máxima categoría de fútbol de Bulgaria. La temporada comenzó el 23 de julio de 2021 y terminó el 28 de mayo de 2022. También fue la última temporada con 14 equipos ya que para la temporada 2022-23 se expandirá a 16 equipos.

## Ascensos y descensos
El Pirin Blagoebgrad regresó a la Primera Liga de Bulgaria luego de 3 años, tras ser campeón de la Segunda Liga 2020-21 y el Lokomotiv Sofía regresó también a la Primera Liga luego de 6 años, tras ser subcampeón de la Segunda Liga.
| Pos. | Ascendido de Segunda Liga 2020-21 |
| ---- | --------------------------------- |
| 1.º  | Pirin Blagoevgrad                 |
| 2.º  | Lokomotiv Sofía                   |

| Pos. | Descendido de Primera Liga 2020-21 |
| ---- | ---------------------------------- |
| 13.º | Montana                            |
| 14.º | Etar Veliko Tarnovo                |

## Formato
Los catorce equipos participantes jugaron entre sí todos contra todos dos veces totalizando 26 partidos cada uno, al término de la fecha 26 los seis primeros pasaron a jugar el Grupo campeonato, los 4 del medio el Grupo Europa y los 4 últimos jugaron el Grupo descenso.

## Equipos participantes
| Club               | Ciudad       | Estadio                       | Capacidad |
| ------------------ | ------------ | ----------------------------- | --------- |
| Arda Kardzhali     | Kardzhali    | Arena Arda                    | 15.000    |
| Beroe Stara Zagora | Stara Zagora | Estadio Beroe                 | 12.128    |
| Botev Plovdiv      | Plovdiv      | Botev 1912 Sports Complex     | 4.000     |
| Botev Vratsa       | Vratsa       | Estadio Hristo Botev          | 12.000    |
| Cherno More        | Varna        | Estadio Ticha                 | 8.250     |
| CSKA 1948          | Sofía        | Estadio Nacional Vasil Levski | 44.000    |
| CSKA Sofía         | Sofía        | Estadio Balgarska Armiya      | 22.995    |
| Levski Sofia       | Sofía        | Estadio Georgi Asparuhov      | 25.000    |
| Lokomotiv Plovdiv  | Plovdiv      | Estadio Lokomotiv             | 13.220    |
| Lokomotiv Sofía    | Sofía        | Estadio Lokomotiv             | 22.000    |
| Ludogorets Razgrad | Razgrad      | Ludogorets Arena              | 10.422    |
| Pirin Blagoevgrad  | Blagóevgrad  | Estadio Hristo Botev          | 7.500     |
| Slavia Sofia       | Sofía        | Estadio Ovcha Kupel           | 25.556    |
| Tsarsko Selo Sofia | Sofía        | Tsarsko Selo Sports Complex   | 1.550     |

## Temporada regular

### Tabla de posiciones
| Pos. | Equipo             | Pts. | PJ | G  | E | P  | GF | GC | Dif. | Clasificación 2022–23 |
| ---- | ------------------ | ---- | -- | -- | - | -- | -- | -- | ---- | --------------------- |
| 1    | Ludogorets Razgrad | 64   | 26 | 21 | 1 | 4  | 64 | 23 | +41  | Grupo Campeonato      |
| 2    | CSKA Sofía         | 52   | 26 | 15 | 7 | 4  | 39 | 25 | +14  | Grupo Campeonato      |
| 3    | Botev Plovdiv      | 46   | 26 | 13 | 7 | 6  | 34 | 28 | +6   | Grupo Campeonato      |
| 4    | Cherno More Varna  | 45   | 26 | 12 | 9 | 5  | 35 | 17 | +18  | Grupo Campeonato      |
| 5    | Levski Sofia       | 42   | 26 | 12 | 6 | 8  | 33 | 25 | +8   | Grupo Campeonato      |
| 6    | Slavia Sofia       | 36   | 26 | 9  | 9 | 8  | 30 | 26 | +4   | Grupo Campeonato      |
| 7    | Lokomotiv Plovdiv  | 34   | 26 | 9  | 7 | 10 | 30 | 35 | −5   | Grupo Europa          |
| 8    | Beroe Stara Zagora | 32   | 26 | 9  | 5 | 12 | 23 | 27 | −4   | Grupo Europa          |
| 9    | CSKA 1948          | 30   | 26 | 8  | 6 | 12 | 36 | 37 | −1   | Grupo Europa          |
| 10   | Arda Kardzhali     | 29   | 26 | 7  | 8 | 11 | 27 | 34 | −7   | Grupo Europa          |
| 11   | Pirin Blagoevgrad  | 27   | 26 | 7  | 6 | 13 | 34 | 41 | −7   | Grupo Descenso        |
| 12   | Lokomotiv Sofía    | 25   | 26 | 6  | 7 | 13 | 22 | 42 | −20  | Grupo Descenso        |
| 13   | Botev Vratsa       | 22   | 26 | 5  | 7 | 14 | 22 | 48 | −26  | Grupo Descenso        |
| 14   | Tsarsko Selo Sofia | 16   | 26 | 3  | 7 | 16 | 15 | 36 | −21  | Grupo Descenso        |

 Fuente: Soccerway
Criterios de clasificación: 1) Puntos; 2) Enfrentamientos directos; 3) Diferencia de goles en enfrentamientos directos; 4) Goles de visita en los enfrentamientos directos (solo 2 clubes);
 5) Diferencia de goles; 6) Goles; 7) Juego limpio.

### Resultados
| Local \ Visitante  | ARD | BER | BPL | BVR | CHE | CSK | CSS | LEV | LKP | LKS | LUD | PIR | SLA | TSA |
| ------------------ | --- | --- | --- | --- | --- | --- | --- | --- | --- | --- | --- | --- | --- | --- |
| Arda Kardzhali     | —   | 1–0 | 0–2 | 3–2 | 0–3 | 0–0 | 2–2 | 0–0 | 5–1 | 1–1 | 0–4 | 3–0 | 1–1 | 2–0 |
| Beroe Stara Zagora | 1–1 | —   | 1–1 | 1–0 | 0–2 | 1–0 | 0–0 | 1–1 | 1–0 | 1–0 | 0–1 | 1–1 | 2–1 | 1–0 |
| Botev Plovdiv      | 2–1 | 2–1 | —   | 2–1 | 0–2 | 3–1 | 2–0 | 3–1 | 2–1 | 2–0 | 1–3 | 2–1 | 1–0 | 2–1 |
| Botev Vratsa       | 0–0 | 1–0 | 1–1 | —   | 0–0 | 0–4 | 2–4 | 2–0 | 0–0 | 2–2 | 1–2 | 0–3 | 2–1 | 0–0 |
| Cherno More Varna  | 2–0 | 1–0 | 2–0 | 5–0 | —   | 2–0 | 0–1 | 1–0 | 0–0 | 1–1 | 1–2 | 1–1 | 1–1 | 1–1 |
| CSKA 1948          | 2–3 | 1–0 | 2–2 | 5–1 | 2–3 | —   | 2–4 | 0–2 | 4–0 | 1–1 | 2–0 | 1–0 | 1–1 | 1–0 |
| CSKA Sofía         | 2–1 | 1–0 | 3–2 | 4–0 | 2–0 | 1–0 | —   | 2–1 | 1–3 | 2–0 | 1–0 | 1–0 | 1–1 | 0–0 |
| Levski Sofia       | 0–2 | 2–1 | 2–0 | 0–0 | 2–0 | 0–0 | 0–0 | —   | 2–1 | 1–0 | 2–4 | 3–0 | 1–2 | 3–1 |
| Lokomotiv Plovdiv  | 0–0 | 2–0 | 1–1 | 2–4 | 1–1 | 2–1 | 2–0 | 2–2 | —   | 2–1 | 1–3 | 2–1 | 0–1 | 1–0 |
| Lokomotiv Sofía    | 2–0 | 0–3 | 0–0 | 1–0 | 0–3 | 2–2 | 1–1 | 1–2 | 1–0 | —   | 2–4 | 2–1 | 1–0 | 2–1 |
| Ludogorets Razgrad | 4–1 | 2–0 | 3–0 | 3–1 | 2–0 | 3–0 | 2–0 | 2–1 | 1–0 | 5–0 | —   | 3–5 | 3–1 | 4–0 |
| Pirin Blagoevgrad  | 1–0 | 2–3 | 0–1 | 3–1 | 2–2 | 4–1 | 1–1 | 0–3 | 2–3 | 2–1 | 1–3 | —   | 0–0 | 2–1 |
| Slavia Sofia       | 1–0 | 3–2 | 0–0 | 1–0 | 0–1 | 2–1 | 2–3 | 0–1 | 1–1 | 3–0 | 1–0 | 1–1 | —   | 0–0 |
| Tsarsko Selo Sofia | 1–0 | 1–2 | 0–0 | 1–2 | 0–0 | 0–2 | 1–2 | 0–1 | 0–2 | 2–0 | 1–1 | 1–0 | 2–5 | —   |

## Grupo Campeonato

### Tabla de posiciones
| Pos. | Equipo                 | Pts. | PJ | G  | E  | P  | GF | GC | Dif. | Clasificación 2022–23                                          |
| ---- | ---------------------- | ---- | -- | -- | -- | -- | -- | -- | ---- | -------------------------------------------------------------- |
| 1    | Ludogorets Razgrad (C) | 79   | 31 | 26 | 1  | 4  | 77 | 25 | +52  | Primera ronda de la Liga de Campeones                          |
| 2    | CSKA Sofía             | 58   | 31 | 16 | 10 | 5  | 42 | 31 | +11  | Segunda ronda de la Liga de Conferencia Europa                 |
| 3    | Botev Plovdiv          | 53   | 31 | 15 | 8  | 8  | 38 | 33 | +5   | Play-offs para entrar en la Liga Europa Conferencia de la UEFA |
| 4    | Levski Sofia           | 52   | 31 | 15 | 7  | 9  | 38 | 27 | +11  | Segunda ronda de la Liga de Conferencia Europa                 |
| 5    | Cherno More Varna      | 47   | 31 | 12 | 11 | 8  | 36 | 21 | +15  |                                                                |
| 6    | Slavia Sofia           | 37   | 31 | 9  | 10 | 12 | 35 | 38 | −3   |                                                                |

 Fuente: Soccerway

## Grupo Europa

### Tabla de posiciones
| Pos. | Equipo             | Pts. | PJ | G  | E  | P  | GF | GC | Dif. | Clasificación 2022–23                                          |
| ---- | ------------------ | ---- | -- | -- | -- | -- | -- | -- | ---- | -------------------------------------------------------------- |
| 1    | Beroe Stara Zagora | 41   | 32 | 11 | 8  | 13 | 30 | 33 | −3   | Play-offs para entrar en la Liga Europa Conferencia de la UEFA |
| 2    | CSKA 1948          | 41   | 32 | 11 | 8  | 13 | 51 | 45 | +6   |                                                                |
| 3    | Lokomotiv Plovdiv  | 38   | 32 | 9  | 11 | 12 | 36 | 43 | −7   |                                                                |
| 4    | Arda Kardzhali     | 35   | 32 | 8  | 11 | 13 | 38 | 51 | −13  |                                                                |

 Fuente: Soccerway

## Grupo Descenso

### Tabla de posiciones
| Pos. | Equipo                 | Pts. | PJ | G | E  | P  | GF | GC | Dif. | Clasificación 2021–22   |
| ---- | ---------------------- | ---- | -- | - | -- | -- | -- | -- | ---- | ----------------------- |
| 1    | Lokomotiv Sofía        | 34   | 32 | 8 | 10 | 14 | 27 | 46 | −19  |                         |
| 2    | Pirin Blagoevgrad      | 33   | 32 | 9 | 6  | 17 | 40 | 53 | −13  |                         |
| 3    | Botev Vratsa (O)       | 28   | 32 | 6 | 10 | 16 | 30 | 60 | −30  | Play-off de relegación  |
| 4    | Tsarsko Selo Sofia (D) | 26   | 32 | 5 | 11 | 16 | 22 | 38 | −16  | Descenso a Segunda Liga |

 Fuente: Soccerway

## Play-off Liga Europa Conferencia
El Play-off por la Liga Europa Conferencia de la UEFA se jugó a partido único el 28 de mayo.
| 28 de mayo de 2022 | Botev Plovdiv                  | 2:1 (1:0) | Beroe Stara Zagora | Botev 1912 Sports Complex, Plovdiv |  |
| 18:30              | M. Brahimi 38' · P. Konate 48' | Reporte   | D. Mariani 53'     |                                    |  |

## Play-off de relegación
El play-off de relegación se jugó el 27 de mayo a partido único
| 27 de mayo de 2022 | Botev Vratsa                                   | 3:2 (0:0) | Etar Veliko Tarnovo              | Estadio Ovcha Kupel, Sofía |  |
| 20:00              | Y. Nenov 49' · B. Perea 73' · Y. Baurenski 85' | Reporte   | L. Knežević 88' · T. Todorov 90' |                            |  |

- Botev Vratsa venció por un resultado de 3-2 y se mantiene en la Primera Liga.

## Goleadores
| Pos. | Jugador          | Equipo             | Goles |
| ---- | ---------------- | ------------------ | ----- |
| 1    | Pieros Sotiriou  | Ludogorets Razgrad | 17    |
| 2    | Jordy Caicedo    | CSKA Sofía         | 16    |
| 3    | Ivaylo Chochev   | CSKA 1948          | 13    |
| 3    | Dimitar Iliev    | Lokomotiv Plovdiv  | 13    |
| 5    | Yevheniy Serdyuk | Cherno More Varna  | 12    |